# طويق (حلقة)

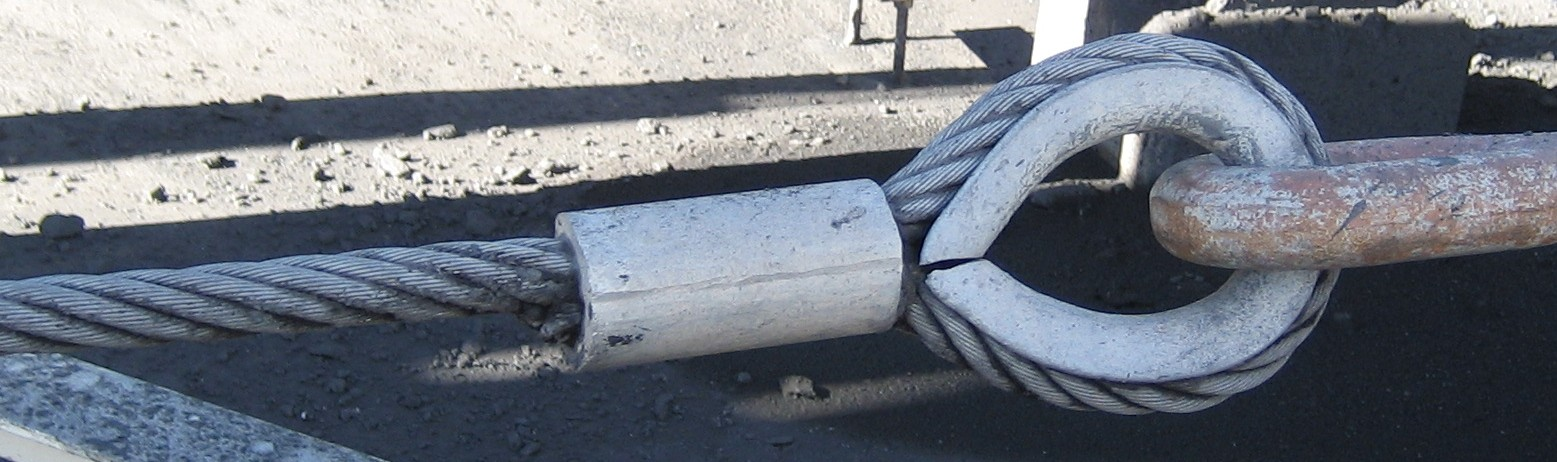
حبل حديد ينتهي بطُويق (يسار) وحلقة (يمين)

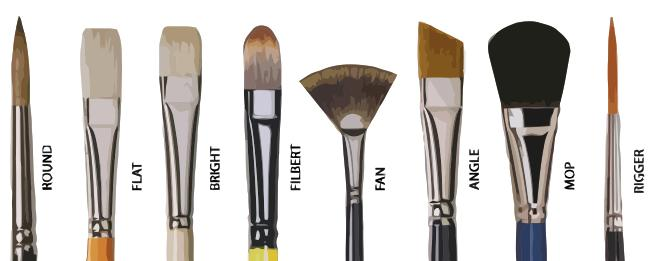
طُويقات غير دائرية تحمل شعيرات الفرشاة على مقبضها

الطُّوَيق هو أي من الأشياء التي تُستخدم عمومًا للتثبيت أو الإلحام أو الختم أو التقوية. غالبًا ما تكون حلقات دائرية ضيقة مصنوعة من المعدن أو اللدائن أحيانًا.